# Cypselurus hiraii
Cypselurus hiraii är en fiskart som beskrevs av Abe, 1953. Cypselurus hiraii ingår i släktet Cypselurus och familjen Exocoetidae. Inga underarter finns listade i Catalogue of Life.